# Hoot (EP)
Hoot (tiếng Hàn: 훗, Huýt) là mini - album thứ ba của nhóm nhạc nữ Hàn Quốc, Girls' Generation. Mini - album bao gồm 5 ca khúc, được phát hành vào ngày 27 tháng 10 năm 2010 bởi SM Entertainment. Album đã bán được hơn 350.000 bản trên toàn thế giới.

## Lịch sử
SM Entertainment đã đăng teaser audio cùng với 3 hình ảnh của các cô gái với hình tượng Bond girl, dựa trên Austin Powers series vào ngày 19 tháng 10 năm 2010 trên trang web chính thức của Girls' Generation. Phong cách gợi nhớ tới những năm 1970, với hình tượng cao bồi miền Tây. Teaser MV được phát hành trên kênh YouTube chính thức của SM Entertainment và trên trang web chính thức của Girls' Generation vào 12 A.M KST ngày 24 tháng 10.
Mini - album quy tụ nhiều nhà sản xuất và viết lời như Wheesung, Jinu (Hitchhiker), Kenzie, và cựu thành viên Roommate and Nadia Hwang Hyun. thành viên Yuri của Girls' Generation cũng tham gia viết lời cho ca khúc "Mistake".
Một ngày trước khi chính thức được phát hành, báo cáo cho thấy album nhận được 150.000 đơn đặt hàng trước. Bên cạnh việc phát hành Hoot vào ngày 27 tháng 10, Girls' Generation bắt đầu các hoạt động quảng bá trên chương trình KBS Music Bank vào ngày 29 tháng 10.
Mini - album cũng như album trước đó Oh!, cũng được phát hành toàn cầu trên iTunes Store.
Hoot cũng được phát hành tại Trung Quốc vào ngày 17 tháng 12, và tại Nhật Bản vào ngày 22 tháng 12. Đây cũng là album đầu tiên của nhóm, cũng như của SM Entertainment không được phân phối bởi bất cứ nhãn hiệu độc lập lớn nào khác, đặc biệt là Avex Asia trên các quốc gia châu Á khác.

## Âm nhạc
Ca khúc chủ đề Hoot là một ca khúc dance-pop, nói về lời cảnh bảo của một cô gái với bạn trai của mình. Ca khúc Mistake bản gốc là một ca khúc tiếng Anh với tựa đề "Bulletproof". Lời ca khúc này được viết bởi thành viên Yuri nói về một cô gái không thể thay đổi mối quan hệ từ bạn bè với một người con trai đã chờ đợi cô gái, cuối cùng họ tìm thấy nhau và cô gái đã đổ hết lỗi cho bản thân mình đã không cố gắng giữ tình yêu giữa họ. Ca khúc thứ ba "My Best Friend" là một ca khúc contemporary R&B với lời được viết bởi Wheesung nói về tình bạn giữa các thành viên Girls' Generation. Ca khúc thứ tư "Wake Up" là một ca khúc electropop. "Snowy Wish" là ca khúc thứ năm với giai điệu dance-pop tươi sáng.

## Danh sách ca khúc
| STT              | Nhan đề                                                   | Phổ lời          | Phổ nhạc                                                                  | Sắp xếp                                                                   | Thời lượng |
| ---------------- | --------------------------------------------------------- | ---------------- | ------------------------------------------------------------------------- | ------------------------------------------------------------------------- | ---------- |
| 1.               | "Hoot (tiếng Hàn: 훗)"                                    | John Hyunkyu Lee | Alex James, DEEKAY                                                        | Alex James, DEEKAY                                                        | 3:18       |
| 2.               | "Mistake (tiếng Hàn Quốc: 내 잘못이죠)" (Nae Jalmot-ijyo) | Kwon Yuri        | Cheryl Yie, Jean Na                                                       | Kenzie                                                                    | 4:07       |
| 3.               | "My Best Friend (tiếng Hàn Quốc: 단짝)" (Danjjak)         | Wheesung         | Carsten Lindberg, Joachim Svares, Joleen Bell, Jade Anderson, Michael Jay | Carsten Lindberg, Joachim Svares, Joleen Bell, Jade Anderson, Michael Jay | 3:24       |
| 4.               | "Wake Up (tiếng Hàn Quốc: 일어나)"                        | Kim Boo-min      | Hitchhiker                                                                | Hitchhiker                                                                | 3:15       |
| 5.               | "Snowy Wish (tiếng Hàn Quốc: 첫눈에...)" (Cheotnun-e)     | Hwang Hyun       | Hwang Hyun                                                                | Hwang Hyun                                                                | 3:28       |
| Tổng thời lượng: | Tổng thời lượng:                                          | Tổng thời lượng: | Tổng thời lượng:                                                          | Tổng thời lượng:                                                          | 17:35      |

Phiên bản Nhật Bản
| STT              | Nhan đề                                                                | Phổ lời          | Phổ nhạc                                                                  | Sắp xếp                                                                   | Thời lượng |
| ---------------- | ---------------------------------------------------------------------- | ---------------- | ------------------------------------------------------------------------- | ------------------------------------------------------------------------- | ---------- |
| 1.               | "Hoot" (フッ; Fut)                                                     | John Hyunkyu Lee | Alex James, DEEKAY                                                        | Alex James, DEEKAY                                                        | 3:18       |
| 2.               | "It's My Fault (Mistake)" (私のせいなのね; Watashi no Sei Nano ne)     | Kwon Yuri        | Cheryl Yie, Jean Na                                                       | Kenzie                                                                    | 4:07       |
| 3.               | "Close Friend (My Best Friend)" (仲良し; Nakayoshi)                    | Wheesung         | Carsten Lindberg, Joachim Svares, Joleen Bell, Jade Anderson, Michael Jay | Carsten Lindberg, Joachim Svares, Joleen Bell, Jade Anderson, Michael Jay | 3:24       |
| 4.               | "Wake Up"                                                              | Kim Boomin       | Hitchhiker                                                                | Hitchhiker                                                                | 3:15       |
| 5.               | "At First Glance... (Snowy Wish)" (一目見ただけで; Hitomemita Dake de) | Hwang Hyun       | Hwang Hyun                                                                | Hwang Hyun                                                                | 3:28       |
| Tổng thời lượng: | Tổng thời lượng:                                                       | Tổng thời lượng: | Tổng thời lượng:                                                          | Tổng thời lượng:                                                          | 17:35      |

| Limited edition  | Limited edition                                                 | Limited edition           | Limited edition                                                                                             | Limited edition                    | Limited edition |
| STT              | Nhan đề                                                         | Phổ lời                   | Phổ nhạc | Sắp xếp                            | Thời lượng      |
| ---------------- | --------------------------------------------------------------- | ------------------------- | --- | ---------------------------------- | --------------- |
| 6.               | "Gee"                                                           | E-Tribe                   | E-Tribe | E-Tribe                            | 3:21            |
| 7.               | "Tell Me Your Wish (Genie)" (소원을 말해봐; Sowoneul Malhaebwa) | Yoo Youngjin              | Harambasic, Nermin/Jenssen, Robin/Svendsen, Ronny/Wik, Anne Judith/Schjoldan, Fridolin Nordso, Yoo Youngjin | Yoo Hanjin                         | 3:49            |
| 8.               | "Oh!"                                                           | Kim Younghoo, Kim Jungbae | Kenzie | Kenzie                             | 3:09            |
| 9.               | "Run Devil Run"                                                 | Hong Jiyoo                | Busbee, Alex James, Kalle Engstrom                                                                          | Busbee, Alex James, Kalle Engstrom | 3:21            |
| 10.              | "Show! Show! Show!"                                             | Kim Boomin                | Hitchhiker                                                                                                  | Hitchhiker                         | 3:38            |
| 11.              | "Smile (Be Happy)" (웃자; Utja)                                 | E-Tribe                   | E-Tribe | E-Tribe, J-Sta, Gong Hyunsik       | 3:30            |
| Tổng thời lượng: | Tổng thời lượng:                                                | Tổng thời lượng:          | Tổng thời lượng:                                                                                            | Tổng thời lượng:                   | 38:22           |

| DVD | DVD                                          | DVD        |
| STT | Nhan đề                                      | Thời lượng |
| --- | -------------------------------------------- | ---------- |
| 1.  | "Hoot (Music Clip)"                          | 4:12       |
| 2.  | "Premium Show Case Live in Ariake Colosseum" |            |

## Xếp hạng
| Bảng xếp hạng                  | Xếp hạng |
| ------------------------------ | -------- |
| South Korea Gaon Chart         | 1        |
| South Korea Gaon Chart monthly | 1        |
| Japan Oricon                   | 2        |

| Bảng xếp hạng                        | Số lượng |
| ------------------------------------ | -------- |
| South Korea physical sales           | 183,267+ |
| Japan Oricon physical sales          | 168,977+ |
| RIAJ physical shipping certification | Gold     |
| Foreign physical sales               | 22,000+  |

| Ca khúc          | Xếp hạng   | Xếp hạng   | Xếp hạng    |
| Ca khúc          | Gaon Chart | Music Bank | Music Trend |
| ---------------- | ---------- | ---------- | ----------- |
| "Hoot"           | 1          | 1          | 1           |
| "Mistake"        | 40         | 42         | 78          |
| "My Best Friend" | 55         | —          | —           |
| "Wake Up"        | 75         | —          | —           |
| "Snowy Wish"     | 26         | —          | —           |

## Lịch sử phát hành
| Quốc gia    | Ngày                 | Nhãn hiệu          | Định dạng |
| ----------- | -------------------- | ------------------ | --------- |
| Hàn Quốc    | 27 tháng 10 năm 2010 | SM Entertainment   | CD        |
| Nhật Bản    | 22 tháng 12 năm 2010 | Nayutawave Records | CD        |
| Đài Loan    | 24 tháng 12 năm 2010 | Universal Music    | CD        |
| Philippines | 25 tháng 6 năm 2011  | MCA Music          | CD        |